# カルーセル・センター
カルーセル・センター(Carousel Center)はアメリカ合衆国ニューヨーク州シラキュース市、オノンダガ湖の湖畔にある、14万m2の広さを持つ7階建てのショッピングモールである。ベスト・バイ、FOREVER 21、ボン・トン、H&M、J.C.ペニー、メイシーズ、ロード・アンド・テイラー、スポーツオーソリティーの8つの大型テナントの他、ボーダーズ、DSWシューズ・ウェアハウス、オールド・ネイビー、Against All Oddsなど有名ブランド店が入っている。更に、17つのスクリーンを持つシネマコンプレックス「リーガル・エンターテイメント」やフィットネスクラブ「Bally Total Fitness」、150もの店舗が入居している。1990年10月15日開業。

## 名前の由来
このショッピングセンターの名前は、1909年に作られたメリーゴーラウンド（英語：carousel）が現役でセンター内で動いていることに由来する。42の木馬（その内38体が可動）がセンター2階に設置されており、音楽とともに上下運動しながら回転する典型的なメリーゴーラウンドである。センターで北側に面しており、その外側が全面ガラスの為、木馬に乗っている人は外の風景を堪能できる。100年近く経っているメリーゴーラウンドだが部品の交換、色の塗り替えが適宜施され、大人子供を問わず人気を博している。
元々、フィラデルフィア･トボガン･カンパニー社製造で「カルーセル No.18」と言う名であったが、このアトラクションがショッピングセンターの目玉となり、2001年には1700万人もの来場客を呼ぶこととなった。

## レイアウト
地上6階、地下1階の計7階で構成されており、上2つの階はイベント用に使用される。「スカイデッキ（Skydeck）」と呼ばれる最上階は何年もの間数々のイベントが開催され、今では「Destiny USA」社員によって使用されている。
4階のほとんどのスペースは3階から入場する映画館で占められているが、主にモールの事務局が入っている。1階と2階はモールの中心で数々のショップ、レストラン、フードコート、メリーゴーラウンドなどがある。地下は6つのチェーンストアが入っており、地下駐車場に連結している。
このモールはモールの外側に広い野外駐車場を保有しており地下駐車場と2階建て駐車場も完備している。また、地元の電車「On Track」の駅もあり、バス「CENTRO」もシラキュース市のダウンタウンとの間を結んでいる。

## 大型テナント店

### 現在の大型テナント店
- ベスト・バイ: 1998年11月開店。50,000平方フィート
- ボントン: 1995年開店。　80,000平方フィート
- Borders Books & Music: 1994年開店。
- サーキットシティ: 2004年11月開店。34,000平方フィート
- DSWシューズ・ウェアハウス（英語版）: 1999年開店。2004年現在地へ移転。
- H&M: 2001年開店。 55,000平方フィート。2階分を占める
- J.C.ペニー: 1990年開店。 158,590平方フィート。2階分を占める
- ロード・アンド・テイラー: 1993年開店。 100,000平方フィート。2階分を占める
- メイシーズ: カフマンズとして1990年開店。2006年にメイシーズとしてリニューアル。196,000平方フィート。2階分を占める
- オールドネイビー: 1994年開店。
- リーガルシネマズ: 1990年「Hoyts Carousel 12」として開業したシネマコンプレックス。14スクリーンで開業し、現在は19スクリーンにまで拡大。
- スポーツオーソリティー: 2005年開店。
- Steve & Barry's: 2005年開店。

### 以前あった大型テナント店
- Ames: 1999年に開店。Ames本部が2002年に倒産したため閉店。現在は「Sports Authority」が入居しているが、未だに82,000平方フィートのスペースが未使用のままである。
- Bonwit Teller: ニューヨーク州が拠点のこのデパートは2000年に閉店し現在は「H&M」が入居。
- Chappell's: シラキュース市が拠点であったこのデパートは1990年に開店。1995年に「Bon Ton」に取って代わられた。
- コンプUSA: 2006年閉店。
- Hills Department Stores: 「Bon Ton」の下、1階部分を占めていたディスカウントストアーであったが、1999年にAmesに取って代わられた。
- Kahunaville: 「Nobody Beats the Wiz」の後に入居したが2004年閉店。現在は「Steve and Barry's」。
- カフマンズ: モール開業当初の大型テナント。2006年に「メイシーズ」に変更。
- Lechmere: モール開業当初のテナント。1991年8月31日に開店。1999年に本部が倒産。そのスペースは後に「サーキットシティ」と「カフマンズ」に分譲された。
- Jo-Ann Fabrics:　1990年開店。2005年閉店
- Nobody Beats the Wiz:  ニューヨーク市拠点の大型電気店。1995年秋に開店し1997年に閉店
- Steinbach: 現在は「サーキットシティ」になっている場所に位置していた。

## 「Destiny USA」について
カルーセル・センターは「デスティニーUSA（Destiny USA）プロジェクト」の一部として計画されている。完成すれば全米一大きいエンターテイメント・コンプレックスとなる予定。

## トリビア
- カルーセル・センターは「Bonwit Teller」店が最後に出店し最後まで営業した場所である。1990年、同社が倒産の危機にあったところを「Pyramid社」が買い取った。
- 1997年の映画『Blowin' Smoke』（原題『Freak Talks About Sex』）でこのモールが撮影現場として使われ映画の随所で出てくる。このモールは2000年の映画『スノーデイ 学校お休み大作戦』（原題『Snow Day』）の中で言及された。
- カルーセル・センターは単独で郵便番号「13290」を持っている。郵便局はモール内に支店を持ち日曜祭日を含むモールの開いている時間は営業している。